# About:
about: es un esquema interno URI (también conocido como esquema URL o, erróneamente, "protocolo") en distintos navegadores web para mostrar estados internos y ciertas funciones incorporadas que defina el navegador. Es un esquema oficialmente registrado en la IANA.
En las primeras versiones de Netscape Navigator, todas las direcciones que comenzaban con about: que no eran reconocidos como comandos se mostraban como páginas después del texto about:. Del mismo modo, en las primeras versiones de Internet Explorer, about: seguido por una cadena de HTML (por ejemplo, about:<em>hola mundo</em>) mostraba el texto siguiente a about: como si fuera la fuente de la página.
Las funciones más usadas por los navegadores son about: blank, que muestra un documento HTML en blanco, y about: que muestra información sobre el navegador. Opera usa URIs a partir de opera: para las mismas funciones, y se reemplazará automáticamente about: para opera:, con algunas excepciones (como el caso de about:blank).
La palabra about:blank también es un nombre genérico para un grupo de spyware llamado CoolWebSearch.

## Mozilla Firefox y SeaMonkey
- Wikilibros alberga un libro o manual sobre Mozilla_Firefox/Configuración/Usando_about:config.

| Dirección URI              | Descripción en Mozilla Application Suite / SeaMonkey | Descripción en Mozilla Firefox |
| -------------------------- | --- | --- |
| about:                     | Muestra la versión del navegador y la identificación del navegador utilizada para enviar a los sitios web visitados, así como el copyright.                                 | Muestra la versión del navegador y la identificación del navegador utilizada para enviar a los sitios web visitados, así como el copyright. |
| about:about                | Muestra una lista de todas las direcciones about:. | Muestra una lista de todas las direcciones about:. |
| about:addons               | | Muestra complementos, plugins y temas instalados, y proporciona una interfaz para instalar nuevos complementos. (Desde Firefox 4) |
| about:blank                | Muestra una página en blanco. | Muestra una página en blanco. |
| about:bloat                | Muestra la salida BloatView (deshabilitada en las versiones de lanzamiento).                                                                                                | Muestra la salida BloatView (deshabilitada en las versiones de lanzamiento). |
| about:blocked              | | Muestra la página de protección contra malware utilizado cuando el navegador identifica una página cuya visualización no es segura (directorio específico de Firefox 3).                                                                        |
| about:buildconfig          | Muestra los argumentos y opciones utilizados para elaborar la compilación usada                                                                                             | Muestra los argumentos y opciones utilizados para elaborar la compilación usada |
| about:cache                | Muestra información sobre el servicio de caché. Incluye el número de entradas, la ubicación de la caché, el tamaño de la caché, etc, tanto para la de memoria y de disco.   | Muestra información sobre el servicio de caché. Incluye el número de entradas, la ubicación de la caché, el tamaño de la caché, etc, tanto para la de memoria y de disco.                                                                       |
| about:cache?device=memory  | Muestra entradas individuales en la memoria. | Muestra entradas individuales en la memoria. |
| about:cache?device=disk    | Muestra entradas individuales en disco. | Muestra entradas individuales en disco. |
| about:cache?device=offline | Muestra entradas individuales para verlas sin conexión. Nuevo en productos basados en Gecko 1.9 o posterior.                                                                | Muestra entradas individuales para verlas sin conexión. Nuevo en productos basados en Gecko 1.9 o posterior. |
| about:cache-entry          | Muestra información sobre una entrada de caché. Usado en enlaces a about:cache. Requiere parámetros.                                                                        | Muestra información sobre una entrada de caché. Usado en enlaces a about:cache. Requiere parámetros. |
| about:certerror            | Muestra la página de error utilizada cuando un certificado SSL/TLS no es de confianza o no es válido.                                                                       | Muestra la página de error utilizada cuando un certificado SSL/TLS no es de confianza o no es válido. |
| about:config               | Muestra una interfaz para ver y establecer una amplia variedad de variables de configuración, muchos de los cuales no son accesibles a través de la GUI (panel de opciones) | Muestra una interfaz para ver y establecer una amplia variedad de variables de configuración, muchos de los cuales no son accesibles a través de la GUI (panel de opciones)                                                                     |
| about:crashes              | | Muestra los detalles de los fallos reportados por Mozilla (desde Firefox 3). |
| about:credits              | Muestra una lista de todos los que contribuyeron con Mozilla. | Muestra una lista de todos los que contribuyeron con Mozilla. |
| about:feeds                | | Muestra la página que aparece al hacer clic en el icono de rss en la barra de direcciones. |
| about:home                 | | Muestra la "página de inicio de Mozilla Firefox". |
| about:licence              | En la versión británica, se muestra el contenido de about:license, pero con todas las ocurrencias de license se sustituyen por licence.)                                    | En la versión británica, se muestra el contenido de about:license, pero con todas las ocurrencias de license se sustituyen por licence.) |
| about:license              | Muestra la Licencia Pública de Mozilla y la Licencia Pública de Netscape (en inglés) para la pieza de software (sólo en productos basados en Gecko 1.8 o posterior).        | Muestra la Licencia Pública de Mozilla y la Licencia Pública de Netscape (en inglés) para la pieza de software (sólo en productos basados en Gecko 1.8 o posterior).                                                                            |
| about:logo                 | Muestra el logotipo usado en about:. | Muestra el logotipo usado en about:. |
| about:memory               | | Muestra el uso de memoria (desde Firefox 3.6b1) |
| about:mozilla              | Huevo de Pascua: Muestra un verso de El libro de Mozilla | Huevo de Pascua: Muestra un verso de El libro de Mozilla |
| about:neterror             | Muestra la página de error usada cuando el navegador no puede acceder a la dirección solicitada.                                                                            | Muestra la página de error usada cuando el navegador no puede acceder a la dirección solicitada. |
| about:plugins              | Muestra los plugins instalados. | Muestra los plugins instalados. |
| about:robots               | | Huevo de Pascua, desde compilaciones del 8 de marzo de 2008. Contiene varias referencias a diversas obras de ciencia ficción, como el título (de la película "El día que la Tierra se detuvo") o la primera ley de la robótica de Isaac Asimov. |
| about:rights               | Muestra información de licencia. | Muestra información de licencia. |
| about:jetpack              | Muestra una interfaz para ver y establecer el plug-in JetPack | Muestra una interfaz para ver y establecer el plug-in JetPack |
| about:sessionrestore       | | Muestra una página para restaurar la sesión anterior. |
| about:support              | | Muestra información técnica para solucionar problemas. (Desde Firefox 3.6) |
| about:startpage            | | En Ubuntu, muestra la página de inicio de Ubuntu con el buscador actual (a causa del complemento Ubuntu Firefox Modifications - ubufox). |
| about:sync-log             | | Muestra el registro de Firefox Sync si está activado (Firefox 4). |
| about:sync-log.1           | | Muestra el registro antiguo de Firefox Sync si está activado (Firefox 4). |
| about:sync-tabs            | | Muestra las pestañas de otros dispositivos con Firefox Sync (Firefox 4). |
| about:privatebrowsing      | | Se puede utilizar para cambiar al modo de navegación privada, muestra un mensaje que indica que Firefox no recordará los datos y el historial para la sesión actual. Nota: No muestra URI en la barra de direcciones.                           |

## Epiphany
Desde que Epiphany utiliza Gecko como motor de renderizado, se muestran todos los directorios about: de Mozilla (o Mozilla Firefox, en función de que se utilice la rama de Gecko), tanto generales como exclusivos.
Además, Epiphany muestra una cita en el directorio about:epiphany atribuida a Antoine de Saint-Exupéry:

Il semble que la perfection soit atteinte non quand il n'y a plus rien à
ajouter, mais quand il n'y a plus rien à retrancher.

Antoine de Saint-Exupéry

Traducido como: Parece que la perfección no se alcanza cuando no queda nada que añadir, sino cuando no queda nada que quitar.
Esto puede ser visto como una réplica a los críticos que afirman que la centralización del navegador (y el escritorio de GNOME) en la usabilidad ha llevado a una falta de características.

## Flock
A partir de Flock 0.9, Flock presenta una característica denominada My World, un lugar donde los favoritos del usuario, RSS y los medios de comunicación favoritos pueden ser encontrados.
| Dirección URI  | Descripción en Flock                                        |
| -------------- | ----------------------------------------------------------- |
| about:myworld  | Muestra la página My World.                                 |
| about:tutorial | Muestra la página del tutorial de Flock.                    |
| about:mozilla  | Muestra una versión del El libro de Mozilla con fondo azul. |

## Netscape Navigator
En las versiones anteriores de Netscape, hay una dirección about:people que ha publicado la lista de los empleados activos. Además, about:(nombre de usuario) con el nombre de usuario de un empleado redirigirá al empleado de la página de Netscape especificado. Por ejemplo, about:jwz redirige a https://web.archive.org/web/20000815223837/http://people.netscape.com/jwz/ (enlace no activo). No todas las páginas de los empleados fueron accesibles a través de este sistema.

Había muchos huevos de Pascua tipo about:, incluido el famoso about:mozilla, y otros menos conocidos, por ejemplo, la mascota de Netscape en pantalones de cuero para about:deutsch, o con un palo debajo del brazo (about:francais). 

En algunas versiones de Netscape about:global muestra el historial de navegación.

## Opera
About: es un alias de opera:, por lo tanto todas las direcciones opera: también trabajan con about: prefijado. El usuario JavaScript está deshabilitado para todas las direcciones about: y opera: como una característica de seguridad. Sin embargo, con estas páginas se puede usar el CSS local.
Sólo la combinación about:blank funciona en Nintendo DS Browser, la versión del navegador Opera para Nintendo DS.
| Direcciones URI                         | Descripción |
| --------------------------------------- | --- |
| opera:                                  | Si no es válida la dirección, aparece en la barra de direcciones la mayoría de direcciones (iniciando por las posibles about:) acompañadas de una breve explicación. Si es válida, devuelve un error. No trabaja con about:. |
| opera:blank about:blank                 | Muestra una página en blanco. |
| opera:about about:opera                 | Provee información sobre el navegador y las rutas de acceso configuradas. |
| about:cache opera:cache                 | Muestra el contenido del caché. |
| about:config opera:config               | (Opera 9.0 y posteriores) Muestra una página que permite cambiar numerosas preferencias del navegador, muchas de las cuales no se pueden acceder a través de la ventana de Preferencias.                                     |
| opera:drives about:drives               | Muestra los discos locales del sistema huésped (sistema operativo específico). |
| opera:history about:history             | Muestra el contenido del historial del navegador. |
| opera:historysearch about:historysearch | (Opera 9.5 y posterior) Muestra la página de inicio del motor de búsqueda interno del historial del navegador. |
| opera:plugins about:plugins             | Muestra los plugins instalados. |
| opera:button about:button               | Define un botón común como un conjunto de acciones de Opera. (Nota: No trabaja directamente, se necesita especificar como se especifica en CustomButtons.)                                                                   |
| opera:help about:help                   | Acceso directo al directorio de ayuda. Esto puede ser tanto local como externo. |
| opera:debug about:debug                 | (Opera 9.0 y posteriores) Muestra una página que permite el cambio de configuraciones para la depuración remota de Opera vía Opera DragonFly.                                                                                |

## Internet Explorer
En Windows, las direcciones about: son configurables.
| Dirección URI                      | Internet Explorer 6 | Internet Explorer 6 (SP2) | Internet Explorer 7 | Internet Explorer 8 |
| ---------------------------------- | --- | --- | --- | --- |
| about:blank                        | Muestra una página HTML en blanco. Su código fuente sólo contiene <HTML></HTML>.                                               | Muestra una página HTML en blanco. Su código fuente sólo contiene <HTML></HTML>.                                               | Muestra una página HTML en blanco. Su código fuente sólo contiene <HTML></HTML>.                                                           | Muestra una página HTML en blanco. Su código fuente sólo contiene <HTML></HTML>.                                                           |
| about:DesktopItemNavigationFailure | Muestra la página "Exploración cancelada".                                                                                     | Muestra la página "Exploración cancelada".                                                                                     | Muestra la página "Exploración cancelada".                                                                                                 | Muestra la página "Exploración cancelada".                                                                                                 |
| about:Mozilla                      | Muestra una página HTML en blanco con fondo azul. Esto podría ser una alusión al BSOD de Windows.                              | URI eliminado en Windows XP SP2, aunque se puede ver escribiendo "res://mshtml.dll/about.moz" en la barra de direcciones.      | URI eliminado en Windows XP SP2, aunque se puede ver escribiendo "res://mshtml.dll/about.moz" en la barra de direcciones.                  | URI eliminado en Windows XP SP2, aunque se puede ver escribiendo "res://mshtml.dll/about.moz" en la barra de direcciones.                  |
| about:Home                         | Muestra la página de inicio del usuario.                                                                                       | Muestra la página de inicio del usuario.                                                                                       | Muestra la página de inicio del usuario.                                                                                                   | Muestra la página de inicio del usuario.                                                                                                   |
| about:NavigationCanceled           | Muestra la página "Exploración cancelada".                                                                                     | Muestra la página "Exploración cancelada".                                                                                     | Muestra la página "Exploración cancelada".                                                                                                 | Muestra la página "Exploración cancelada".                                                                                                 |
| about:NavigationFailure            | Muestra la página "Exploración cancelada".                                                                                     | Muestra la página "Exploración cancelada".                                                                                     | Muestra la página "Exploración cancelada".                                                                                                 | Muestra la página "Exploración cancelada".                                                                                                 |
| about:NoAdd-ons                    | | | Muestra una página de información cuando los complementos están deshabilitados.                                                            | Muestra una página de información cuando los complementos están deshabilitados.                                                            |
| about:NoAdd-onsInfo                | | | Muestra una página de información sobre los efectos de tener los complementos deshabilitados.                                              | Muestra una página de información sobre los efectos de tener los complementos deshabilitados.                                              |
| about:OfflineInformation           | Informa al usuario que la página no puede mostrarse sin conexión a Internet.                                                   | Informa al usuario que la página no puede mostrarse sin conexión a Internet.                                                   | Informa al usuario que la página no puede mostrarse sin conexión a Internet.                                                               | Informa al usuario que la página no puede mostrarse sin conexión a Internet.                                                               |
| about:PostNotCached                | Informa al usuario que para actualizar la página actual, la información introducida en un formulario tendrá que ser reenviada. | Informa al usuario que para actualizar la página actual, la información introducida en un formulario tendrá que ser reenviada. | Informa al usuario que para actualizar la página actual, la información introducida en un formulario tendrá que ser reenviada.             | Informa al usuario que para actualizar la página actual, la información introducida en un formulario tendrá que ser reenviada.             |
| about:SecurityRisk                 | Informa al usuario que no navegue con la configuración de seguridad actual, ya que puede ser perjudicial para el equipo.       | Informa al usuario que no navegue con la configuración de seguridad actual, ya que puede ser perjudicial para el equipo.       | Informa al usuario que no navegue con la configuración de seguridad actual, ya que puede ser perjudicial para el equipo.                   | Informa al usuario que no navegue con la configuración de seguridad actual, ya que puede ser perjudicial para el equipo.                   |
| about:Tabs                         | | | Informa al usuario sobre Navegación por pestañas. También es mostrada cuando una nueva pestaña es creada con la configuración por defecto. | Informa al usuario sobre Navegación por pestañas. También es mostrada cuando una nueva pestaña es creada con la configuración por defecto. |
| about:inprivate                    | | | | Informa al usuario sobre Navegación InPrivate. Se carga cuando Navegación InPrivate es iniciada.                                           |

## Otros navegadores de Microsoft

### Microsoft Outlook
En Outlook, otra URI se ha añadido para mostrar la pantalla de "Outlook para hoy" (outlook:hoy), que muestra los mensajes y tareas. Todos las direcciones about: de Internet Explorer funcionan, pero en caso de que no sea una dirección about: reconocida, se mostrará el texto siguiente a about:.

### MSN Explorer
En MSN Explorer, sólo se pueden mostrar dos direcciones about:.
| Dirección URI | Descripción                    |
| ------------- | ------------------------------ |
| about:        | Muestra una pantalla en blanco |
| about:about   | Muestra sólo el texto "about"  |

## Safari
Sólo funciona about:blank. Todos los URI about: son aceptados, pero retornarán a una página en blanco.

## Google Chrome
| Dirección URI                    | Descripción |  |
| -------------------------------- | --- |  |
| about:                           | Muestra información sobre la versión del navegador. |  |
| about:blank                      | Muestra una página en blanco. |  |
| about:cache                      | Muestra el contenido del caché. |  |
| about:crash                      | Muestra la página de notificación de error. |  |
| about:credits                    | Muestra la lista de software libre y de código abierto utilizado en el explorador, junto con sus licencias. |  |
| about:dns                        | Muestra los registros DNS. |  |
| about:histograms                 | Muestra histogramas (estadísticas internas del navegador) en formato de texto. |  |
| about:inducebrowsercrashforrealz | Cuelga Google Chrome. Los desarrolladores los usan para probar la acción del navegador cuando se cuelga. |  |
| about:internets                  | Huevo de Pascua: Muestra una página llamada "¡No bloquear los tubos!", que vemos en la animación protector de pantalla para Microsoft Windows llamado "Tuberías 3D". No funciona en Vista, donde el protector de pantalla ya no se incluye. Tubos se refiere a la analogía "Series of Tubes" (serie de tubos) utilizados para describir a la Internet. Removido en la versión 2.0.169.1. |  |
| about:memory                     | Muestra la memoria utilizada por los diferentes navegadores abiertos (no sólo de Chrome) y todas las pestañas abiertas en Chrome. |  |
| about:network                    | Proporciona una interfaz para control de la utilización de la red y estadísticas de rendimiento. |  |
| about:plugins                    | Muestra la lista de plugins installados. |  |
| about:stats                      | Muestra estadísticas de los procesos. En la parte superior de la página, dice "Silencio! ¡Esta página es secreta!". |  |
| about:shorthang                  | La pestaña se cuelga durante un instante. |  |
| about:sync                       | Muestra información y detalles de la sincronización de marcadores. |  |
| about:terms                      | Muestra las Condiciones de servicio de Google Chrome |  |
| about:version                    | Muestra la información y la versión del navegador, similar a about:. |  |
| about:kill                       | Muestra una imagen de pantalla azul con una pestaña triste que dice: "Houston tenemos un problema" ocurre cuando el SO y su memoria corre fuera del navegador y es terminada por una causa externa, como el sistema operativo caído. |  |
| about:flags                      | Muestra una leyenda con signo de advertencia:"¡Atención! Estos experimentos pueden ser peligrosos" y una lista extensa con todas las funciones experimentales. |  |
| about:net-internals              | Muestra la información de informes de error y depurado (para que usuarios avanzados puedan enviarlos a Chrome) |  |

## Konqueror
Toda dirección about:, excepto las presentadas en la tabla, redireccionarán a about:konqueror.
| Dirección URI   | Descripción |
| --------------- | --- |
| about:blank     | Muestra una página en blanco.                                                                                         |
| about:konqueror | Muestra una página amistosa y de navegación.                                                                          |
| about:plugins   | Muestra el nombre del fichero, el tipo MIME, la descripción, el sufijo, y el estado de todos los plug-ins instalados. |

## Directoriosabout:no reconocidos
Cuando el texto siguiente a about: no es reconocido, todos los navegadores tienen un comportamiento diferente:

Google Chrome 2 y Safari muestran una página en blanco. 

Mozilla Firefox muestra en una ventana emergente, una advertencia: "La URL no es válida y no puede ser cargada.".

Internet Explorer muestra una página que contiene el mensaje: "Se canceló la navegación a la página web".

Opera muestra una página de error, indicando que la dirección es incorrecta.

Netscape, dependiendo de la versión, muestra el texto después de about: o muestra un signo de interrogación.